# Mary Anning
Mary Anning   (Lyme Regis, 21 de maig de 1799 - Lyme Regis, 12 de març de 1847) va ser una destacada paleontòloga anglesa. Va començar a recollir fòssils del període Juràssic a Lyme Regis, on vivia, per a vendre'ls com a reclam turístic i ajudar a mantenir la família, fins que va convertir aquesta activitat en la seva professió. La seva fama li prové d'haver trobat, amb el seu pare i germà, el primer esquelet complet d'ictiosaure, troballa que va complementar amb altres dos esquelets de dinosaures excepcionals. Aquestes restes la van portar a entendre que en el passat havien viscut espècies d'aspecte molt diferent al dels organismes actuals i que s'havien extingit, fet que li va procurar fama entre els cercles científics de l'època. S'han escrit diverses biografies sobre ella i ha inspirat obres com La dona del tinent francès.

## Biografia

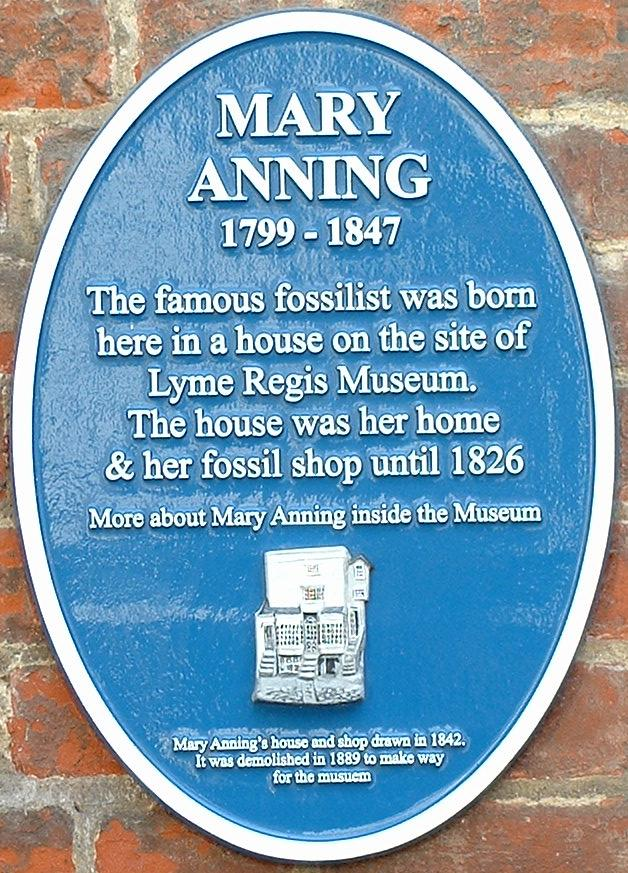
Placa commemorativa en record de Mary Anning

Mary Anning era filla de Molly Anning (el seu cognom de naixement era Moore) i Richard Anning, un ebenista que va establir-se a Lyme Regis, població que havia esdevingut un centre turístic de la costa anglesa. Sembla que, com a complement als seus ingressos, venia fòssils que recollia pels voltatns del poble. Mary Anning i el seu germà Joseph acompanyaven el seu pare a buscar fòssils i també ho feia la mare que, tot i que al principi titllava de ridícula aquesta afició del seu marit, després va seguir recollint fòssils fins a la seva mort, el 1842. El pare va morir el 1810, a causa d'una tuberculosi.
És possible que fos el germà de Mary Anning qui, el 1811, descobrís un cap d'ictiosaure. En excavacions fetes l'any següent, van desenterrar-ne l'esquelet i el van reconstruir. No era el primer exemplar d'ictiosaure que es descobria, però aquell va atraure l'atenció de molta gent i actualment es conserva al Museu d'Història Natural de Londres. El van vendre a un noble per vint-i-tres lliures esterlines, una suma notable en aquella època, que els va ajudar a tirar endavant.
L'any 2022 es va editar a Catalunya un llibre il·lustrat sobre la seva carrera, titulat La caçadora de dinosaures.